# Wainka tshotshe
Wainka tshotshe è un mammifero estinto, forse appartenente ai litopterni. Visse nel Paleocene medio (circa 62 milioni di anni fa) e i suoi resti fossili sono stati ritrovati in Sudamerica.

## Descrizione
Questo animale è noto solo per alcuni denti, ed è quindi impossibile ricostruirne l'aspetto. I molari superiori erano di forma pressoché triangolare, allungati, e possedevano un paracono e un metacono piuttosto massicci, più sviluppati che in altri mammiferi sudamericani più o meno contemporanei come Ricardolydekkeria; i molari superiori, inoltre, erano privi di mesostilo. 
A Wainka è stato attribuito anche, con qualche dubbio, un molare inferiore, dotato di creste ben marcate.

## Classificazione
Wainka tshotshe venne descritto per la prima volta nel 1935 da George Gaylord Simpson, sulla base di un molare superiore e di un molare inferiore (di dubbia attribuzione), provenienti dal Paleocene medio del Cerro Redondo, in Argentina. Questo animale è stato variamente attribuito ad alcune famiglie di ungulati sudamericani, come i notonicopidi e i proteroteriidi. In ogni caso, Wainka doveva essere una forma basale ed è molto probabile che fosse un membro arcaico dei litopterni. Non è tuttora chiaro a quale famiglia di litopterni appartenesse. Altri possibili litopterni arcaici sono Notonychops e Requisia.